# Adam Nowotnik
Adam Nowotnik (ur. 20 sierpnia 1933 w Wólce Maziarskiej, zm. 26 czerwca 2022 w Gdańsku) – ekonomista i polityk, minister-kierownik Urzędu Gospodarki Morskiej (1985–1987).

## Życiorys
Syn Tomasza i Marianny. W 1961 wstąpił do Polskiej Zjednoczonej Partii Robotniczej. W latach 1962–1964 był członkiem plenum komitetu zakładowego i wykładowcą szkolenia w podstawowej organizacji partyjnej przy Zarządzie Portu Gdańsk. Pełnił funkcję naczelnika wydziału w Zjednoczeniu Portów Morskich w Gdyni (1966–1967), a następnie do 1969 zastępcy dyrektora ds. Eksploatacyjnych w Zarządzie Portu Gdańsk. W strukturach partii piastował stanowiska członka Komisji Morskiej, kierownika Wydziału Morskiego i Komunikacji oraz sekretarza ds. ekonomicznych egzekutywy KW Komitetu Wojewódzkiego w Gdańsku, a ponadto sekretarza POP przy Zjednoczeniu Portów.
W latach 1973–1977 był przewodniczącym Miejskiej Rady Narodowej w Gdańsku, po czym do 1982 pracował na stanowisku radcy handlowego ds. gospodarki morskiej w Biurze Radcy Handlowego w Ambasady PRL w Moskwie. W latach 1982–1985 był dyrektorem naczelnym gdańskiego Morskiego Portu Handlowego. Od listopada 1985 do października 1987 był ministrem-kierownikiem Urzędu Gospodarki Morskiej w rządzie Zbigniewa Messnera, następnie do grudnia 1989 zatrudniony na stanowisku podsekretarza stanu w Ministerstwie Transportu, Żeglugi i Łączności.